# (6160) Minakata
(6160) Minakata (1993 JF) – planetoida z pasa głównego okrążająca Słońce w ciągu 3,5 roku w średniej odległości 2,3 au. Odkryta 15 maja 1993 roku.